# Lepeophtheirus brachyurus
Lepeophtheirus brachyurus is een eenoogkreeftjessoort uit de familie van de Caligidae. De wetenschappelijke naam van de soort is voor het eerst geldig gepubliceerd in 1865 door Heller.